# اليوم العالمي للمرأة الريفية

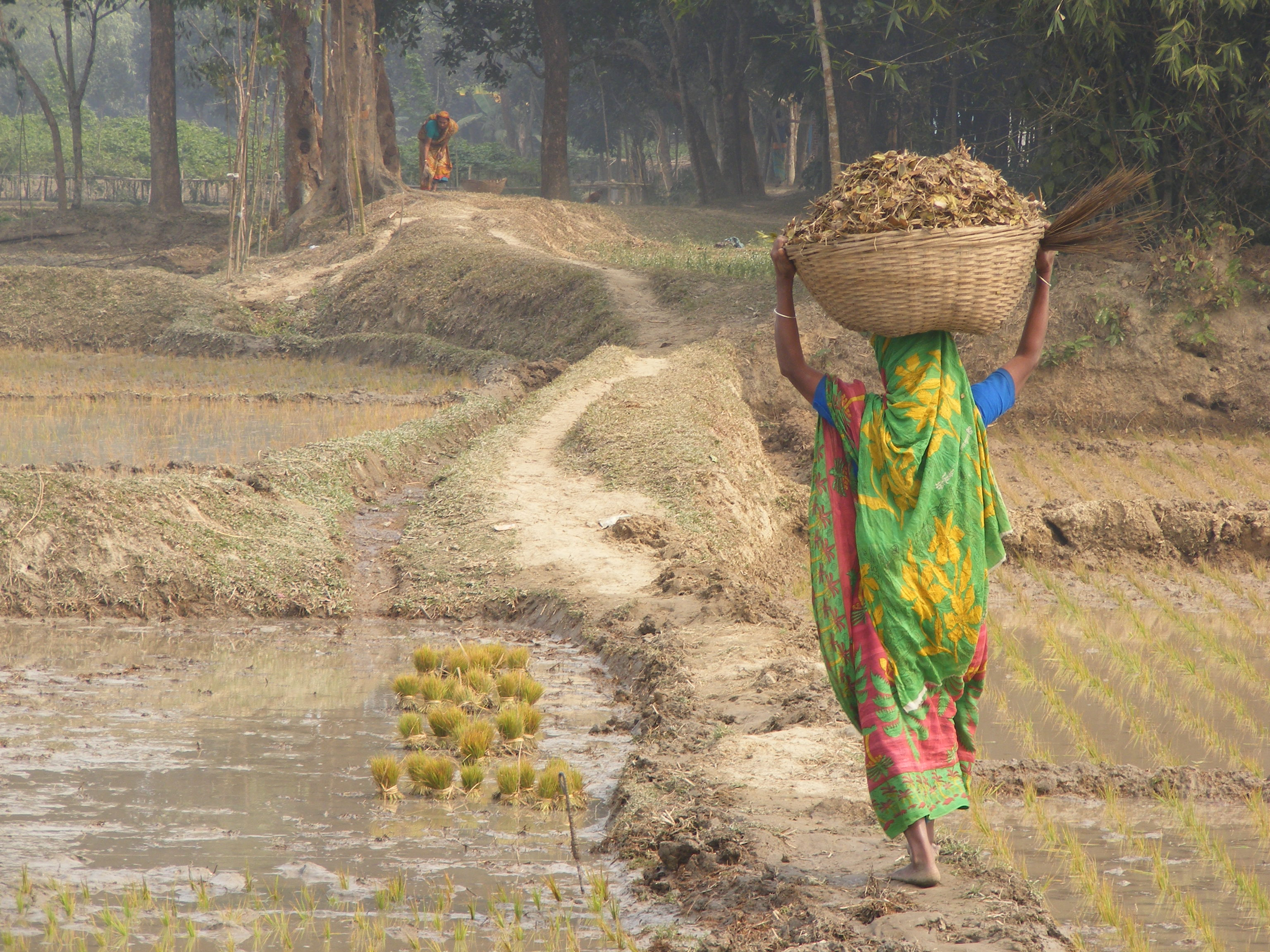
المرأة الريفية

المرأة الريفية هي امرأة عاملة في المناطق الريفية، يعتمد غالبيتهم على الموارد الطبيعية والزراعة لكسب عيشهم، ويشكلن أكثر من ربع مجموع سكان العالم. وفي البلدان النامية، تمثل المرأة الريفية حوالي 43% من القوة العاملة الزراعية، وينتجون الكثير من المواد الغذائية المتوفرة ويعدونها، مما يجعلهم المسؤولين الأساسيين عن الأمن الغذائي. وإذ وضع في الاعتبار أن 76% من الذين يعيشون في فقر مدقع، يتواجدون في المناطق الريفية، فأن ضمان وصول المرأة الريفية إلى الموارد الإنتاجية الزراعية يسهم في خفض الجوع والفقر في العالم، ويجعل المرأة الريفية عنصر هام لنجاح جدول أعمال التنمية المستدامة الجديد لعام 2030.
حددت الجمعية العامة، بموجب قرارها 136/62  المؤرخ في 18 كانون الأول/ديسمبر 2007  الخامس عشر من شهر تشرين الأول/أكتوبر بوصفه يوما دوليا للمرأة الريفية، وذلك تسليما منها ’’بما تضطلع به النساء الريفيات، بمن فيهن نساء الشعوب الأصلية، من دور وإسهام حاسمين في تعزيز التنمية الزراعية والريفية وتحسين مستوى الأمن الغذائي والقضاء على الفقر في الأرياف‘‘

## وصلات خارجية
- اليوم الدولى للمرأة - الامم المتحدة
- الجمعية العامة للامم المتحدة